# バラを持つ少女
『バラを持つ少女』（バラをもつしょうじょ、西: Muchacha con una rosa、英: Girl with a Rose）は、イタリア・バロック期のボローニャ派の巨匠グイド・レーニがキャンバス上に油彩で制作した絵画である。1636-1637年に描かれており、限られた色彩のみを用いた画家晩年の特徴が見られる。美しく、質の高い半身像であるが、特定の人物の肖像画ではなく、理想化された女性像である。現在、マドリードのプラド美術館に所蔵されている。スペイン王室のコレクションに由来するが、1636年のコレクション目録には記載されていないため、それ以降に国王フェリペ4世が入手したと思われる。

## 作品
本作の人物像は、パリのルーヴル美術館にあるレーニの『ヘレネの誘拐』中のヘレネを反転させた鏡像となっている。『ヘレネの誘拐』は元来、フェリペ4世のために制作されたものであったが、フランス王妃マリー・ド・メディシス (1575-1642年) の手中に入った。イタリアの歴史学者カルロ・チェーザレ・マルヴァジーアによれば、フェリペ4世はこのことに不満を抱き、レーニに『レートー』を依頼したが、1642年の画家の死により未完成のまま残された。このことを考慮すれば、本作『バラを持つ少女』は『レートー』の委嘱と同時に、失われた『ヘレネの誘拐』を想起させるためにフェリペ4世のために購入、または取得されたのかもしれない。
画中の少女は、概略的で理想化された風貌で肖像画ではないが、きわめて繊細に描かれ、嗅覚もしくは美徳の寓意である可能性がある。金髪の美しい女性がほぼ横顔の胸像で示され、『ヘレネの掠奪』には描かていないバラの花をそっと手にしている。右肩のはだけた服装は彼女の肌の大部分を露わにし、作品の官能性を強調している。
本作は非常に簡素な作品であるが、女性美を限定されたわずかな色彩で表現するレーニの見事な技巧を象徴する。肌の色調は垂れ下がる肌着のクリーム色とほとんど見分けられないほどの違いであり、バラの薄い赤色は唇の朱色、頬の赤らみと呼応している。類似した色彩的効果は、ボローニャ国立絵画館にある『巫女』やバーミンガム美術館にある『女性の肖像』などレーニが同時期に制作した作品にも見出される。

## ギャラリー

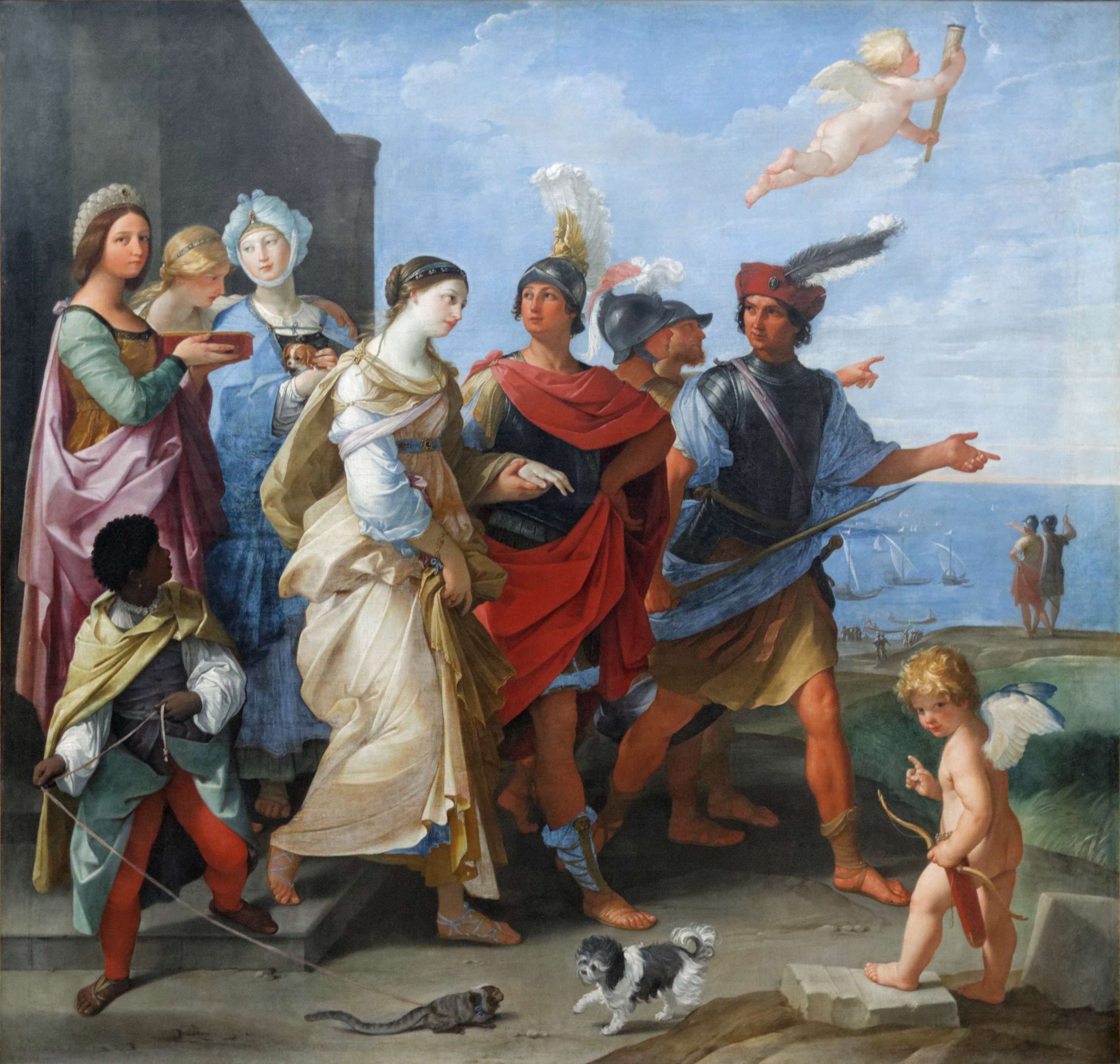
『ヘレネの誘拐』 (1628-1629年ごろ)、ルーヴル美術館、パリ
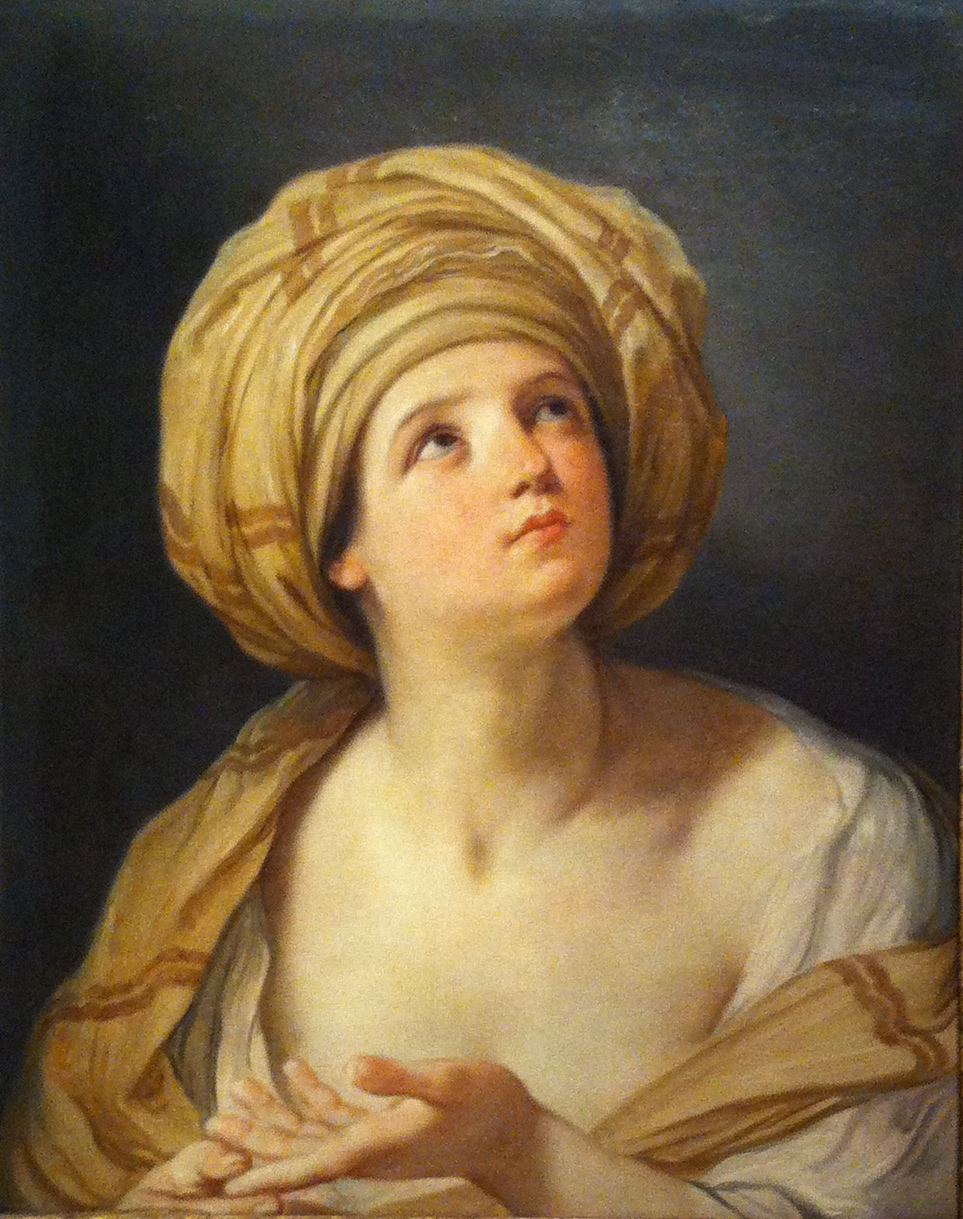
『巫女』(1635-1636年ごろ)、ボローニャ国立絵画館（英語版）
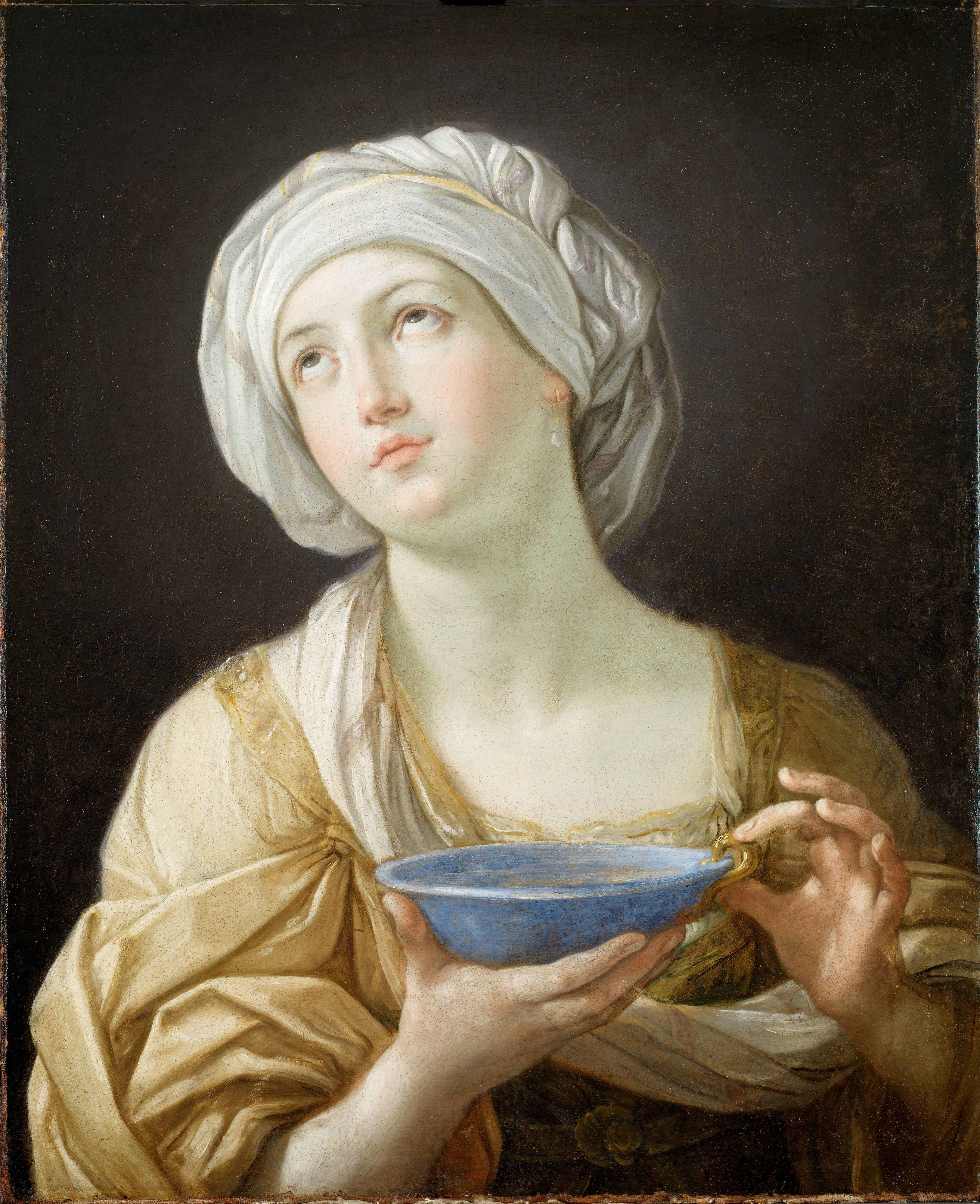
『女性の肖像』 (1638-1639年)、バーミンガム美術館